# Shortugai
Koordinaten: 37° 19′ 30″ N, 69° 31′ 30″ O

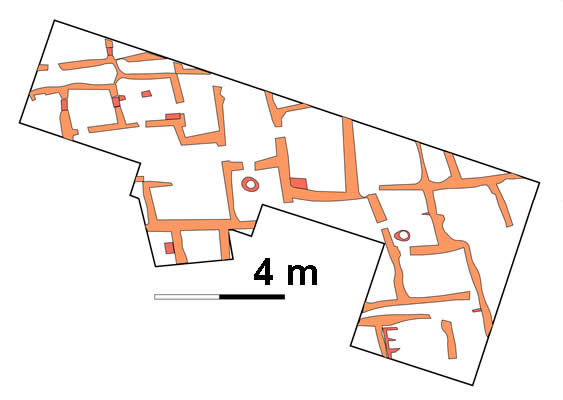
Shortugai, Teil der ausgegrabenen Siedlung

Shortugai ist eine archäologische Fundstätte am Amudarja in der nordafghanischen Provinz Tachar.
Der Name Shortugai stammt von einem nahe gelegenen Dorf. Der ausgegrabene Ort datiert um 2000 v. Chr. und verteilt sich auf zwei Hügeln, die jeweils etwas über zwei Hektar groß sind. Die ganze Anlage entspricht dem typischen Muster der Indus-Kultur, deren Siedlungen meist aus einer eigentlichen Siedlung und einer Zitadelle bestehen. Kulturell gehört Shortugai demnach zu der Indus-Kultur, deren eigentlicher Kernbereich circa 1000 Kilometer südlich lag. 
Die Hügel wurden von den Ausgräbern als A und B gekennzeichnet. In Hügel A konnten sechs Besiedlungsschichten unterschieden werden, in Hügel B dagegen vier. Da nur ein Teil der Hügel ausgegraben wurden, ist es nicht möglich auch nur einen Hausgrundriss vollständig zu rekonstruieren. Auf Hügel A kamen einige monumentale Baureste zu Tage, deren genauer Charakter jedoch unklar bleibt. Zu den Funden gehört bemalte Keramik, wie sie typisch für die Induskultur ist, darunter schwarz bemalte Keramik auf rotem Grund. Es fanden sich Tonmodelle von Wagen und Rindern, die auch typisch für Fundplätze der Indus-Kultur sind. An weiteren Funden gab es zahlreiche Perlen, Armreifen, Steinwerkzeuge, aber auch zahlreiche Metallobjekte, darunter drei Spiegel.
In mehreren Schichten fanden sich Lehmbauten mit genormten Ziegeln, die typische Keramik dieser Kultur und ein Siegel. Das Siegel zeigt ein Rind mit Schriftzeichen darüber. Es wird vermutet, dass es sich um einen Handelsposten der Induskultur handelte. In der Nähe finden sich Vorkommen von Zinn und Lapis Lazuli, das ein beliebtes Handelsgut in der Antike war, jedoch fanden sich nur wenige Lapis Lazuli-Objekte vor Ort. Es handelt sich ausschließlich um Perlen. Jüngere Schichten zeigen, dass sich die hier lebenden Bewohner im Laufe der Zeit mit der umliegenden Bevölkerung und Kultur assimilierten.
Shortugai wurde 1975 entdeckt. 1976 wurden zwei Sondagen durchgeführt. Teile des Ortes sind dann in drei Kampagnen von 1977 bis 1979 durch eine französische Expedition ausgegraben worden.